# لیوینگستون (آلاباما)
لیوینگستون (به انگلیسی: Livingston) شهری در شهرستان سامتر ایالت آلاباما است که مساحت آن ۱۸٫۶۸ کیلومتر مربع است و در سرشماری سال ۲۰۱۰ میلادی، ۳٬۴۸۵ نفر جمعیت داشته و تراکم جمعیتی آن، ۱۸۶٫۵۶ نفر در هر کیلومتر مربع بوده است.